# 音乐先锋榜
音乐先锋榜，是中国广东广播电视台音乐之声等29家省级音乐电台联合主办的音乐排行榜，至今已经举办31届颁奖典礼。

## 历史
《音乐先锋榜》的雏形是1987年中国内地第一个原创音乐排行榜《广东创作歌曲“健牌”大奖赛》，1988年，广东电台与北京电台、上海电台联合举办“京沪粤创作歌曲‘健牌’大奖赛”。1992年，正式改名为“广东新歌榜”，开始设立常规性的周榜、季度和年度的金曲评选，1996年，“广东新歌榜”的规模扩展为广东省内50家电台。1997年，“广东新歌榜”与珠江经济广播电台的“岭南新歌榜”合并为“广东广播新歌榜”。2002年更名为《音乐先锋榜》，評選範圍擴大至香港地區。2005年，扩展为泛珠江三角洲地区11家电台联合主办的《9+2音乐先锋榜》，不再單獨評選廣東歌手，而是分爲中國内地和港台兩個組別，影响力也逐渐从广东省扩展至珠三角地区，并辐射全国。
2011年扩展至22家电台联合举办，年度颁奖典礼于12月10日在武汉洪山体育馆举行。
2016年扩展至24家省级音乐电台联合主办，年度颁奖典礼于12月10日在广州体育馆举行。
2018年由广东广播电视台音乐之声、广东卫视、珠江频道及全国26家省级音乐电台联合主办，年度盛典于5月19日在广州天河体育馆举行。
2019年采用全国29家省级音乐电台主持人专业推介+融媒体播放采集权威数据+社交媒体立体传播吸引歌迷投票的方式，来确定榜单，年度盛典于5月11日晚在广州宝能国际体育演艺中心举行。
之后受2019冠状病毒病疫情影响停办。2022年广东广播电视台音乐之声联合国内24家省级电台、4家港澳台等地区电台，曾计划于第二季度举行颁奖典礼，但未能如期举行。